# 張祖詒
張祖詒（1918年6月19日—2023年5月24日），江蘇常熟人。曾在中華民國總統蔣經國身邊工作16年，還曾在嚴家淦身邊任職。

## 生平
張祖詒畢業於上海法學院。在台灣期間，張祖詒曾在印刷廠任職，幫助胡适在台北发行《脂砚斋重评石头记》（甲戌本）。1972年，蒋经国出任行政院院長，张祖诒为其撰写报告，因此受蒋经国赏识。後來张祖诒擔任行政院參議、編譯室主任、祕書室主任、副祕書長、中華民國總統府副祕書長、中華民國總統府國策顧問。张祖诒曾參與制定开放两岸探亲方案。
94歲時張祖詒動筆寫小說。著作有散文《蔣經國晚年身影》、《帚珍集》、《現代逍遙遊》、《不亦快哉集》、《總統與我》（104歲時出版），長篇小說《寶枝》、《嶗山悲歌》（103歲時出版）；譯作有《再相逢》。